# Heinz Schulz-Falkenthal
Heinz Schulz-Falkenthal (* 24. Mai 1922 in Frankfurt (Oder); † 19. April 2010) war ein deutscher Althistoriker.
Heinz Schulz-Falkenthal legte 1939 das Kriegsabitur ab und wurde zum Reichsarbeitsdienst einberufen. Noch 1939 wurde er Soldat und nahm bis zum Ende am Zweiten Weltkrieg teil und kam in sowjetische Kriegsgefangenschaft. Nach der Entlassung aus der Gefangenschaft wurde er noch 1945 zunächst Krankenpfleger, 1946 besuchte er das Pädagogische Institut Wiesenburg/Mark. 1948 legte er die erste Lehrerprüfung ab und begann ein Studium der Geschichtswissenschaft, Latein, Pädagogik und Philosophie an der Brandenburgischen Landeshochschule Potsdam, 1952 wechselte er an die Martin-Luther-Universität Halle-Wittenberg (MLU). 1954 bestand Schulz-Falkenthal die Prüfungen zum Staatsexamen und wurde wissenschaftlicher Assistent am Seminar für Alte Geschichte an der MLU. Im Juni promovierte er bei Hans Ahrbeck und Hans-Joachim Diesner mit einer Arbeit zum Thema Römische und griechische Pädagogik in der Altertumswissenschaft und Geschichtsschreibung des 17. und 18. Jahrhunderts in Deutschland. Ein Beitrag zur pädagogischen Historiographie, anschließend wurde er zum wissenschaftlichen Mitarbeiter. Bis dahin beschäftigte sich Schulz-Falkenthal vor allem mit der Antikenrezeption, nun sollte er an der LMU vor allem bei Forschungen zur Spätantike tätig werden und Diesner in der Lehre unterstützen. Die Habilitation folgte im Juni 1969 bei den Gutachtern Diesner und Berthold Häsler mit der Schrift Untersuchungen zur Entstehung, Entwicklung und gesellschaftspolitischen Bedeutung der römischen Handwerkerkollegien in der Republik und frühen Kaiserzeit (Prinzipat). Nach Diesners ausscheiden hielt Schulz-Falkenthal neben Hans-Dieter Zimmermann und Manfred Oppermann die Vorlesungen am Seminar. 1987 wurde er pensioniert. Da Schulz-Falkenthal nicht Mitglied der SED war, konnte er nicht zum Professor berufen werden. Deshalb wurde er im Zuge universitärer Rehabilitierungsmaßnahmen nachträglich der Professorentitel verliehen. Sein Habilitationsverfahren konnte er 1969 als einer der letzten Nichtparteimitglieder erfolgreich abschließen.
Schulz-Falkenthal forschte vorrangig zu für die Alte Geschichte der DDR typischen Themen, zu Sklaverei, der Wirtschaft und der Rezeption der Antike. Daneben wirkte er an Großprojekten der DDR-Altertumswissenschaften, etwa dem Lexikon der Antike, mit.

## Schriften
- Sklaverei in der griechisch-römischen Antike. Eine Bibliographie wissenschaftlicher Literatur vom ausgehenden 15. Jh. bis zur Mitte d. 19. Jh., Universitäts- und Landesbibliothek Sachsen-Anhalt, Halle 1985 (Arbeiten aus der Universitäts- und Landesbibliothek Sachsen-Anhalt in Halle an der Saale, Bd. 30)